# Kojot (film, 2016)
A Kojot című film 2016-os készítésű akciódráma film, amely a vidéki Magyarországon lévő kiskirályokról és az ellenük fellépő kisemberekről szól. A filmet Kostyál Márk rendezte. Főszereplője Mészáros András, Misi szerepében, valamint további szereplői még Bocsárszky Attila, Kovács Frigyes és Orbán Levente.

## Szereplők
| Színész            | Szerep  |
| ------------------ | ------- |
| Mészáros András    | Misi    |
| Bocsárszky Attila  | Lajos   |
| Kovács Frigyes     | Szojka  |
| Orbán Levente      | Attila  |
| Dobra Mária (Mara) | Eszter  |
| Mátray László      | Kispali |
| Salat Lehel        | Ádám    |
| Szabó Gabi         | Klári   |